# Sremska Rača
Pour les articles homonymes, voir Rača.
Sremska Rača (en serbe cyrillique : Сремска Рача ; en croate : Srijemska Rača ; en hongrois : Racsa) est un village de Serbie situé dans la province autonome de Voïvodine et sur le territoire de la ville de Sremska Mitrovica, district de Syrmie (Srem). Au recensement de 2011, il comptait 624 habitants.
Sremska Rača est une communauté locale, c'est-à-dire une subdivision administrative, de la ville de Sremska Mitrovica.

## Géographie

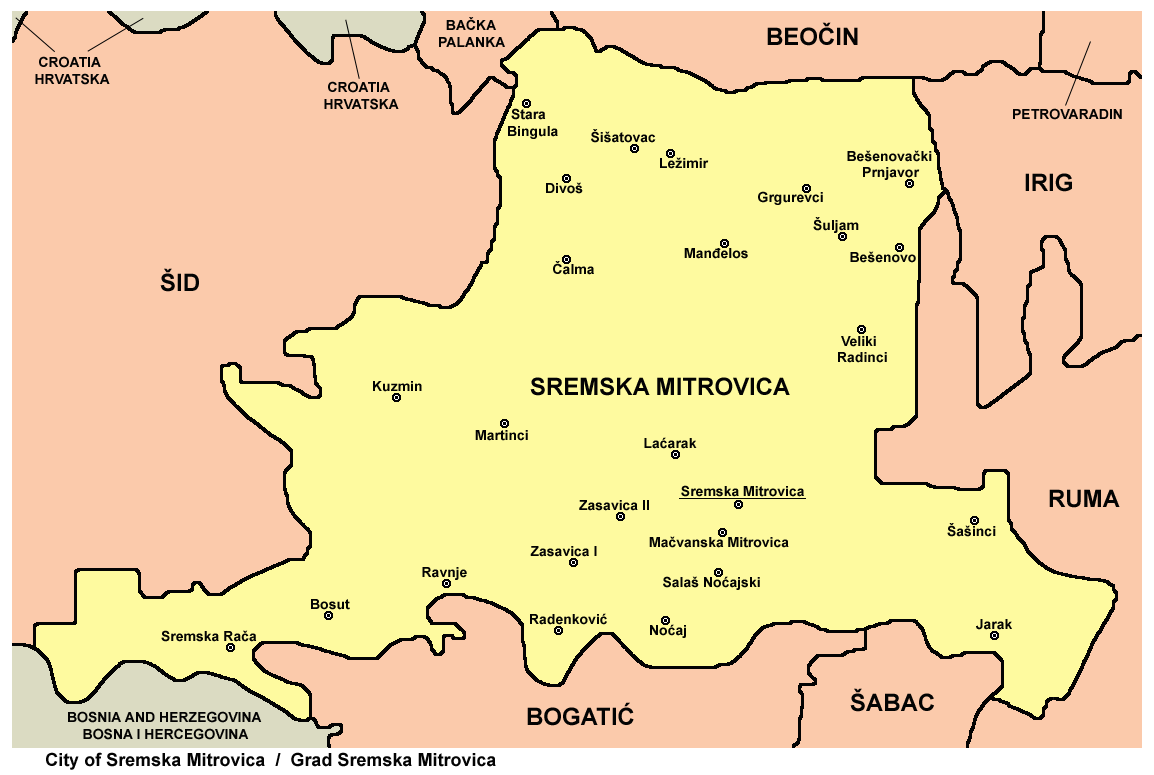
Localisation de Sremska Rača dans la Ville de Sremska Mitrovica

Sremska Rača se trouve dans la région de Syrmie, sur une étroite bande de terre entre le Bosut et la Save, à proximité du confluent de ces deux rivières. Le village est situé à la frontière entre la Bosnie-Herzégovine et la Serbie.

## Démographie

### Évolution historique de la population
| 1948 | 1953 | 1961  | 1971  | 1981 | 1991 | 2002 | 2011 |
| ---- | ---- | ----- | ----- | ---- | ---- | ---- | ---- |
| 547  | 749  | 1 001 | 1 043 | 942  | 777  | 773  | 624  |

|  |

### Données de 2002
Pyramide des âges (2002)
En 2002, l'âge moyen de la population était de 36,2 ans pour les hommes et 40,1 ans pour les femmes.
Répartition de la population par nationalités (2002)
En 2002, les Serbes représentaient près de 96 % de la population.

### Données de 2011
En 2011, l'âge moyen de la population était de 43,4 ans, 40,7 ans pour les hommes et 46 ans pour les femmes.

## Transport
Sremska Rača est située sur la route nationale M-18 qui conduit de Sombor à Bijeljina en Bosnie-Herzégovine. En 2010, un pont sur la Save a été inauguré en présence du président serbe Boris Tadić et de Milorad Dodik, le Premier ministre de la république serbe de Bosnie ; ce pont relie la Serbie et la Bosnie-Herzégovine.

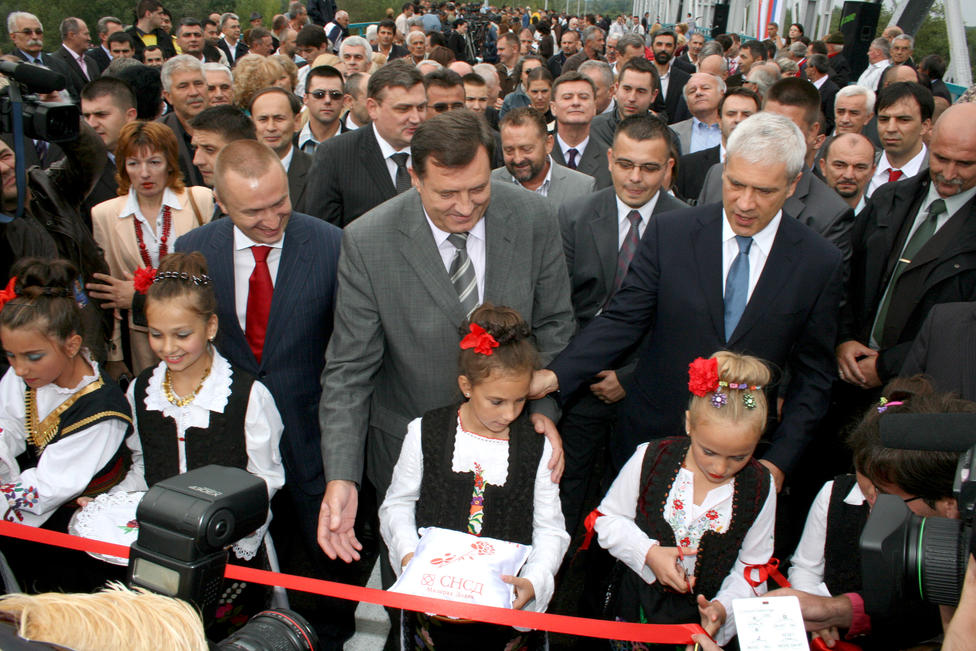
L'inauguration du pont de Rača